# Potentilla stipitata
Potentilla stipitata es una especie de planta del género Potentilla, perteneciente a la familia Rosaceae.

## Taxonomía
Potentilla stipitata fue descrita por Jiří Soják en 2006.

## Distribución
Se encuentra en el territorio del Tíbet.